# B77 (核爆弾)
B77は、アメリカ合衆国が開発していた核爆弾。B-1A爆撃機向けに開発が行われていたものである。威力可変型の水素爆弾であり、自由落下爆弾として運用される核兵器である。1977年に開発中止となった。

## 概要
1970年代に、アメリカ空軍は新型爆撃機B-1の開発を行っており、それに合わせて新型の核爆弾B77の開発を行っていた。これはB28およびB43核爆弾を更新するものであり、サイズを小型化するものである。投下高度は2万メートルの高空から90メートルの超低空でも可能であり、爆弾の落下速度も超音速から亜音速まで対応できるものとされた。爆発高度は信管により調定可能であり、空中爆発、地表面爆発のほか遅延爆発も選択できる。爆発までの遅延時間を確保するためにパラシュートも装備できる。パラシュートは二段階で展開されるが、低空・高速投下においても開くために、一段階目はガス圧により作動する。開発試験では、高度約30m、マッハ2.2の状態の弾体を時速40マイルまで減速させることに成功した。また1975年から1976年にかけて4回の核実験を行なっている。
1977年にジミー・カーター政権が誕生すると、その軍縮政策によりB-1A開発計画は大幅に縮小され、12月にはB77計画も高額な開発費を理由に開発中止となった。その研究成果は1979年からのB83の開発に活かされることとなった。